# Bursadella anticeros
Bursadella anticeros är en fjärilsart som beskrevs av Edward Meyrick 1928. Bursadella anticeros ingår i släktet Bursadella och familjen Immidae. Inga underarter finns listade i Catalogue of Life.